# Auf Leben und Tod (1929)
Auf Leben und Tod ist ein Action-Stummfilm aus dem Jahre 1929 von Edmund Heuberger mit dem US-amerikanischen Sensationsfilmdarsteller Eddie Polo in der Hauptrolle.

## Handlung
Eddie, ein muskulöser, kraftstrotzender Zirkusartist, beobachtet eines Nacht, wie ein fremder Mann durch ein offenes Fenster in eine Villa einsteigt. Eddie klettert ihm nach und findet heraus, dass es sich bei dem Einbrecher um den jungen Paul handelt, dem Bruder der reichen Erbin Eveline, die er um ihren Schmuck und ihr Geld erleichtern möchte. Paul ist opiumsüchtig und benötigt für seine Drogenbeschaffung regelmäßig finanziellen Nachschub. Ein gewisser van Straaten, eine skrupellose Type, ist für Pauls Abhängigkeit verantwortlich. 
Sein Plan ist, auf diese Weise an das nicht unbeträchtliche Vermögen von Paul und dessen Schwester zu kommen. Eddie muss nun auf Leben und Tod, wie der Filmtitel verrät, seinen ganzen Wagemut, Kampfgeist und Muskelkraft – einmal wird er sogar angekettet und reißt, ganz Entfesslungskünstler, kurzerhand die Ketten aus dem Mauerwerk – aufwenden, um Paul herauszuboxen und van Straaten, der zu allem Überfluss auch noch der aufdringliche Galan Evelines ist, das Handwerk zu legen.

## Produktionsnotizen
Gedreht wurde Auf Leben und Tod im Oktober/November 1929 im Jofa-Atelier. Der Film passierte am 30. Dezember 1929 die Zensur und wurde am 14. Februar 1930 in Berlins Schauburg uraufgeführt. Der mit Jugendverbot belegte Streifen besaß sechs Akte, verteilt auf 2054 Metern Länge.
Joe Pasternak übernahm die Produktionsleitung, Gustav A. Knauer und Willy Schiller gestalteten die Filmbauten. 

## Kritiken
Die Deutsche Filmzeitung befand: „Das Drehbuch hat wirkungsvolle Spannungsmomente, und die Regie leistete, trotzdem ihr nur spärliche Mittel zur Verfügung standen, allerhand. Die Darstellung hält sich im Rahmen der üblichen Eddie Polo-Filme, d.h. sie kommt über den Durchschnitt nicht hinaus. (…) Die Photographie muß ziemlich lieblos genannt werden, ebenso hat man sich bei den Bauten auf das Dürftigste beschränkt.“
Im Reichsfilmblatt stand geschrieben: „Edmund Heuberger führt sauber Regie, mit sparsamen Mitteln erreicht er manche vorzügliche Wirkung. Sehr gut die Zirkusaufnahmen, gute Milieuschilderung. Humor und Tempo ist nicht zu vermissen.“